# Amédée Turner
Amédée Turner (n. 26 martie 1929, Londra, Anglia, Regatul Unit – d. 13 septembrie 2021) a fost un om politic britanic, membru al Parlamentului European în legislaturile 1979-1984, 1984-1989 și 1989-1994, din partea Regatului Unit.